# لوک موله
لوک موله (فرانسوی: Luc Moullet‎؛ زادهٔ ۱۴ اکتبر ۱۹۳۷) یک کارگردان، فیلم‌نامه‌نویس، و استاد دانشگاه اهل فرانسه است. وی از سال ۱۹۵۴ میلادی تاکنون مشغول فعالیت بوده‌است. از فیلم‌ها یا برنامه‌های تلویزیونی که وی در آن نقش داشته است می‌توان به کنار آمدن با مردگان اشاره کرد.